# Kenny meghal
A Kenny meghal (Kenny Dies) a South Park című rajzfilmsorozat 78. része (az 5. évad 13. epizódja). Elsőként 2001. december 5-én sugározták az Egyesült Államokban. A történet szerint Kenny McCormick nagyon súlyos betegséget kap és csupán az őssejtkutatások adhatnak neki esélyt a gyógyulásra...
Az epizód a következővel együtt mérföldkő a South Park történetében; Kenny végleges halála után a korábban mellékszereplő Butters, majd Tweek lett a főszereplő gyerekek negyedik barátja. A készítők saját bevallásuk szerint megunták a „színpadi kellékké vált” szereplőt és annak folyamatos „megölését”, eredetileg nem is akarták már visszahozni a műsorba. Kenny a 6. évad utolsó, Karácsony Irakban című epizódjában megmagyarázatlan körülmények között mégis újra feltűnik a képernyőn, visszatérése után azonban már csak elvétve hal meg.

## Cselekmény
|  | Alább a cselekmény részletei következnek! |

A történet egy abortuszklinikán kezdődik, ahol az egyik női páciens felajánlja halott magzatát egy őssejtkutatáshoz. A magzatokat szállító kamion azonban balesetet szenved és a rakományt az éppen arra bicikliző Eric Cartman találja meg, aki elhatározza; jó pénzért továbbadja őket. Már éppen sikerülne megkötni az üzletet, amikor megtudja, hogy a kormány leállította az őssejtkutatásokat. Eközben Kenny McCormick kórházba kerül izomsorvadás miatt és barátai a felnőttektől megtudják, hogy Kenny talán meg fog halni. A gyerekeket – különösen Cartmant – sokkolja a hír, így hát úgy döntenek, megpróbálnak minél több időt tölteni haldokló barátjukkal a kórházban. Stan Marsh azonban nem tudja rávenni magát, hogy bemenjen Kennyhez, mivel nem akarja őt ilyen állapotban látni. Cartman eközben minden követ megmozgat azért, hogy a kormány újra engedélyezze az őssejtekkel kapcsolatos kutatásokat. Elmegy az Egyesült Államok Képviselőházába, ahol megindító beszédet tart ezen sejtek fontosságáról, majd a jelenlévőkkel együtt elénekli az Asia Heat of the moment című dalát. Terve beválik, a kormány beleegyezik a kutatások folytatásába.
Stan – Séf bácsi támogató szavainak hatására – rászánja magát, hogy meglátogassa beteg barátját a kórházban, ám mikor odaér, megdöbbenve kell tudomásul vennie, hogy Kenny már távozott az élők sorából. Miután megtudja, hogy Kenny utolsó szavaiban őt hiányolta, Stan úgy érzi, ő volt Kenny legrosszabb barátja. A templomi gyászszertartáson Cartman beront a templomba és közli a fiúkkal, hogy csoda történt: az őssejtek segítségével sikerült klónoznia egy pizzériát. Kyle – feltételezve, hogy Cartman csak arra használta fel Kenny betegségét, hogy őssejteket szerezzen a saját önző céljaihoz – rátámad és alaposan megveri őt. Stan pedig megnyugszik, hogy mégsem ő volt Kenny legrosszabb barátja, hanem Cartman.

## Fogadtatás
Serene Dominic a Detroit Metro Times című napilapban azt a jelenetet, melyben Cartman a kongresszus tagjaival együtt a Heat of the moment-et énekli, a „legnagyszerűbb rajzfilmes jelenetnek” nevezte. Tim Kavanagh az ESPN.com weboldalon az epizóddal kapcsolatban elárulta, hogy az őssejtkutatásokról – éppúgy, mint számos napjainkban fontos témáról – a South Parkban hallott először. David Kyle Johnson Cartmanland and the problem of Evil című esszéjében leírja, hogy az epizódban Stannek barátja haldoklása kapcsán a rossz létezésének problematikájával kell megbirkóznia. Séf bácsi azt mondja neki, hogy Isten a saját érdekében engedi létezni a gonoszt, ezzel Johnson szerint Jonathan Edwards, illetve Kálvin János hasonló nézeteit hangoztatja.